# Grâce Zaadi
Grâce Zaadi Deuna (Courcouronnes, 7 juli 1993) is een Franse handbalspeler die uitkomt voor CSM București en lid is van de Franse nationale ploeg.

## Carrière

### Club
Grâce Zaadi begon in 2003 met handbal in Villepinte. Drie jaar later verhuisde ze naar Issy-les-Moulineaux. In 2010 stapte ze over naar Metz Handball. Vanaf het seizoen 2011/12 maakte de middenopbouwster deel uit van de ploeg van het eersteklasserteam van Metz Handbal. Met Metz won Zaadi de competitie van 2013, 2014, 2016, 2017, 2018 en 2019, de Franse League Cup van 2014 en de Franse beker van 2013, 2015, 2017 en 2019. Ook stond ze in 2013 in de finale van de EHF Cup. Vanaf de zomer van 2020 stond ze onder contract bij de Russische eersteklasserclub GK Rostov aan de Don. In maart 2022 werd Zaadi tot het einde van het seizoen 2021/22 uitgeleend aan Metz Handball. Met Metz won ze in 2022 het Franse kampioenschap en de Franse beker. Zaadi staat sinds zomer 2022 onder contract bij de Roemeense eersteklasser CSM București.

### Nationaal team
Zaadi won de zilveren medaille op de U-20 World Cup 2012. Ze maakte op 24 oktober 2013 haar debuut voor het Franse nationale elftal in Rouen in een Euro 2014-kwalificatiewedstrijd tegen Slowakije. Na met Frankrijk deel te hebben genomen aan de Europese kampioenschappen van 2014 en het WK van 2015, won Zaadi de zilveren medaille op de Olympische Spelen van 2016 in Rio de Janeiro. Op het EK 2016 won ze de bronzen medaille. Een jaar later won ze het WK in Duitsland. Dat WK werd Zaadi geselecteerd voor het WK All-Star Team. Op het EK in 2018 in eigen land won ze goud. Twee jaar later op het EK 2020 won ze zilver. Tijdens dat toernooi scoorde ze in totaal 22 goals. Bij de Olympische Spelen van Tokio pakte ze met de Franse ploeg de olympische titel door de Russische ploeg te verslaan. Zaadi scoorde in totaal 33 doelpunten tijdens het toernooi en werd ook geselecteerd voor het All-Star-team. Datzelfde jaar voegde ze ook nog een zilveren medaille op de Wereldkampioenschappen toe aan haar palmares en ook op dat toernooi werd ze geselecteerd voor het All-Star Team.